# Голий Врх (Гореня вас-Поляне)
Голий Врх (словен. Goli Vrh) — поселення в общині Гореня вас-Поляне, Горенський регіон, Словенія. Висота над рівнем моря: 889 м.